# Тогайлы (Туркестанская область)
Тогайлы (каз. Тоғайлы) — упразднённое село в Туркестанской области Казахстана. Находилось в подчинении городской администрации Арыса. Входило в состав Акдалинского сельского округа.  Исключено из учётных данных в 2023 году. Код КАТО — 611633500.

## Население
По данным 1999 года в селе проживало 959 человек. По данным переписи 2009 года, в селе проживали 116 человек.